# Clàssica Camp de Morvedre 2025
De eerste editie van de wielerwedstrijd Clàssica Camp de Morvedre werd gehouden op 24 januari 2025. De 112 deelnemers moesten een parcours van 178,1 kilometer in en rond Estivella afleggen. In de tweede helft van de koers moest tweemaal de Alto del Garbí worden beklommen. De wedstrijd maakte deel uit van de UCI Europe Tour, in de categorie 1.2. De Spanjaard Urko Berrade won, voor de Fransman Nicolas Breuillard en Sergio Chumil uit Guatemala.

## Uitslag
| Plaats  | Naam               | Ploeg                             | Tijd     |
| ------- | ------------------ | --------------------------------- | -------- |
| Winnaar | Urko Berrade       | Kern Pharma                       | 4u18'31" |
| 2       | Nicolas Breuillard | St Michel-Preference Home-Auber93 | + 10"    |
| 3       | Sergio Chumil      | Burgos-Burpellet-BH               | z.t.     |
| 4       | Alexys Brunel      | TotalEnergies                     | + 27"    |
| 5       | Alexandre Delettre | TotalEnergies                     | + 31"    |
| 6       | Thomas Silva       | Caja Rural-Seguros RGA            | z.t.     |
| 7       | Merhawi Kudus      | Burgos-Burpellet-BH               | z.t.     |
| 8       | Ludovico Crescioli | Polti VisitMalta                  | z.t.     |
| 9       | Thomas Champion    | St Michel-Preference Home-Auber93 | z.t.     |
| 10      | Jaakko Hänninen    | Nice Métropole Côte d'Azur        | z.t.     |
| 11      | Rubén Fernández    | Anicolor/Tien 21                  | z.t.     |
| 12      | José Félix Parra   | Kern Pharma                       | z.t.     |
| 13      | Eric Fagúndez      | Burgos-Burpellet-BH               | z.t.     |
| 14      | Jon Agirre         | Euskaltel-Euskadi                 | z.t.     |
| 15      | Iker Mintegi       | Euskaltel-Euskadi                 | z.t.     |
| 16      | Carlos García      | Burgos-Burpellet-BH               | z.t.     |
| 17      | Jaume Guardeño     | Caja Rural-Seguros RGA            | z.t.     |
| 18      | Fernando Tercero   | Polti VisitMalta                  | z.t.     |
| 19      | José Luis Faura    | Burgos-Burpellet-BH               | z.t.     |
| 20      | Lorenzo Galimberti | Petrolike                         | z.t.     |
|         |                    |                                   |          |
| 24      | Kenny Molly        | Van Rysel Roubaix                 | + 1'07"  |
| 41      | Alex Molenaar      | Caja Rural-Seguros RGA            | + 8'06"  |